# Абдалла ас-Салем аль-Мубарак ас-Сабах
Абдалла III (Абдалла ас-Салем аль-Мубарак ас-Сабах; араб. عبد الله الثالث السالم الصباح‎; 1 января 1895 — 24 ноября 1965) — 11-й шейх Кувейта (1950—1961) и 1-й эмир Кувейта (1961—1965).

## Биография
Старший сын кувейтского шейха Салема аль-Мубарека ас-Сабаха. Мать — Мариам бинт Джабер ас-Сабах.
Получил образование на родине, с молодости отличался умом, остроумием и скромностью, граничащей с аскетизмом. Согласно сложившемуся обычаю чередовать правителей из двух ветвей потомков Мубарака Великого, Абдалла был провозглашён наследным принцем при двоюродном брате Ахмеде и вошёл в созданный им Консультативный совет.

## Правление
В январе 1950 года после смерти своего двоюродного брата Ахмеда аль-Джабера ас-Сабаха Абдалла был объявлен 11-м шейхом Кувейта из династии Ас-Сабах.
Абдалла возглавил Кувейт в послевоенные годы, когда в странах «третьего мира» активизировалось национально-освободительное движение, а авторитет Англии на международной арене начал падать. На Кувейтский рынок начали проникать другие капиталистические державы: США, ФРГ, Япония. В 1951 году под влиянием борьбы нефтедобывающих стран за более справедливое распределение доходов от продажи природных ресурсов Кувейту удалось добиться от «Кувейт Ойл Компани» увеличения комиссионных платежей до 50 % от чистого дохода компании. Доходы шейхства стали быстро расти. В стране начался строительный бум, в результате которого была реконструирована и благоустроена столица, сооружены новые фабрики и заводы, построены дороги и крупный морской порт в Шувейхе. Интенсивная разработка нефтяных месторождений значительно увеличила потребность в рабочей силе, которую нельзя было удовлетворить за счёт коренных кувейтцев: в страну хлынул поток иммигрантов из Индии, Пакистана, Ирана и других стран.
Абдалла принадлежал к той части правящей верхушки, которая стремилась избавиться от британского колониального господства. В этом интересы семьи ас-Сабах совпадали с интересами простых кувейтцев, которые под влиянием успешной национально-освободительной борьбы в Индии и Египетской революции 1952 года стали организовывать демократические движения. В 1954 году была создана Демократическая лига Кувейта, объединившая все патриотические силы, выступавшие за отмену британского протектората и ликвидацию иностранных нефтяных компаний. Многие лидеры Лиги вышли из рядов «младокувейтцев». Новый импульс патриотическому движения в Кувейте придали Суэцкий кризис 1956 года и Иракская революция 1958 года. По стране прокатилась волна митингов и забастовок, из-за чего в 1959 году в Кувейте было введено чрезвычайное положение.
Под влиянием национально-освободительной борьбы британские власти были вынуждены пойти на уступки. Кувейтские власти получили право юрисдикции над всеми иммигрантами, проживающими в стране, а к 1960 году даже открыли несколько представительств за рубежом. В том же году Кувейт стал одним из инициаторов создания Организации стран-экспортёров нефти (ОПЕК).
Дальнейшее ослабление международных позиций Англии привело к тому, что британцы были вынуждены пойти на переговоры, итогом которых стало подписание 10 апреля 1961 года акта об отмене договора 1899 года Кувейт обрёл политическую независимость. Абдалла ас-Сабах был провозглашён первым эмиром.
С первых же дней своего существования эмират Кувейт столкнулся с серьёзными проблемами. Ирак немедленно выдвинул притязания на его территорию, основывая свои требования на кувейтско-османском договоре 1871 года, согласно которому Кувейт формально переходил в подчинение губернатора Басры. Абдалле пришлось обратиться за помощью к англичанам. Даже после прекращения протектората Кувейт и Великобританию продолжали связывать тесные узы: 38 % нефти ввозилось в Англию из Кувейта, а «нефтедоллары» ас-Сабахи охотно инвестировали в экономику бывшей метрополии. Но вмешательство Великобритании вызвало негативную реакцию мировой общественности, и молодому государству пришлось искать других союзников. После того как 20 июля Кувейт стал членом Лиги арабских государств, на его территорию для защиты суверенитета были введены войска Саудовской Аравии, Иордании, Сирии и Туниса, так что в октябре того же года Абдалла попросил англичан убрать свои войска.
Стремясь упрочить отношения с арабскими странами, и, прежде всего, с их неформальным лидером Египтом, Абдалла был вынужден пойти на некоторые демократические преобразования. В конце 1961 года было объявлено о создании Высшего совета из десяти человек (все они представляли семью ас-Сабах), а в декабре прошли выборы в Учредительное собрание, которое разработало проект нового Основного закона. Конституция, утверждённая в конце 1962 года, закрепила господство родо-племенной аристократии. Кувейт был объявлен наследственным эмиратом потомков Мубарака ас-Сабаха. Эмир объявлялся неприкосновенной личностью, не несущей ответственность ни перед кем. Он обладал широкими полномочиями вплоть до объявления оборонительной войны, назначал премьер-министра, имел право распускать парламент, являлся верховным главнокомандующим вооружёнными силами Кувейта, подписывал законопроекты либо отправлял их на доработку в парламент. Конституция декларировала создание Национального собрания — выборного парламента из 50 депутатов. Впрочем, право выбора на первых порах получили только грамотные кувейтцы-мужчины старше 30 лет. Так в первых выборах, состоявшихся 23 января 1963 года из 330 тысяч кувейтцев к голосованию было допущено лишь 40 тысяч, а реально проголосовало лишь 11 тысяч.
В ноябре 1965 года кувейтский эмир Абдалла ас-Сабах скончался от сердечного приступа, и его смерть повлекла за собой обострение политической борьбы в Кувейте. Новым эмиром Кувейта был провозглашён Сабах III (1965—1977), младший брат Абдаллы.